# Liber Census Daniæ
El Liber census Daniæ («Libro del censo de Dinamarca», en latín) o Libro del censo del rey Valdemar (en danés: Kong Valdemars Jordebog) es un documento comisionado durante el reinado de Valdemar II de Dinamarca (1202-1241) y consta de varios manuscritos separados. Los manuscritos originales se encuentran en los Archivos Nacionales (en danés: Rigsarkivet), en Copenhague.
Es un manuscrito invaluable para el censo de localidades, pueblos, ciudades y propiedades de Dinamarca en la Edad Media. Muchas localidades de Dinamarca, el norte de Alemania, el sur de Suecia y el norte de Estonia fueron documentadas por primera vez en él.
Fue reemplazado por el catastro de Cristián V en 1688.